# Angerfist
Angerfist er kunstnernavnet for Danny Masseling (født 20. juni 1981 i Almere, Holland), som er en af nutidens mest kendte hardcore/gabber-producenter og dj. 
Danny Masselings karriere startede i 2001, hvor han siden hen har tiltrukket andre hardcore-interesserede med i sin gruppe, der kalder sig Angerfist.

## Album
Masseling har produceret 3 album. Det første var "Pissin' Razorblades", der udkom i 2006. Det andet album er "Mutilate", der udkom i marts 2008. Det seneste album er "Diabolic Dice", der udkom i november 2019.
Angerfist Live Crew bestod oprindeligt af de 2 Dj's Angerfist (Danny Masseling) og Crypsis (Grzegorz Luzynski) samt Mc Prozac. Angerfist er blandt andet kend for hans maskering hvilket også kommer til udtryk i hans musik, hvoraf meget af lyrikken er samplet fra kendte gyserfilm og seriemordere. Angerfist producerer forskellige typer hårdere hardcore under forskellige alias'; Bloodcage, Denekamps Gespuis, Kid Morbid, Menace II Society, Roland & Sherman (Angerfist & Outblast). 
| År   | Album                   |
| ---- | ----------------------- |
| 2006 | Pissin' Razorbladez     |
| 2008 | Mutilate                |
| 2011 | Retaliate               |
| 2014 | The Deadfaced Dimension |
| 2015 | Raise & Revolt          |
| 2017 | Creed of Chaos          |
| 2019 | Diabolic Dice           |

## Angerfist som en gruppe
Siden Masseling ikke kunne optræde live alene mere, har han hyret hjælp fra venner til at danne Angerfist Live Crew, som i består af Masseling og hans MC, der altid optræder iført ishockeymasker.
- DJ Angerfist (Danny Masseling)
- MC Prozac